# Bernhard Claus
Bernhard Claus (* 8. Juli 1867 in Hermsdorf; † 1942 in Leipzig) war ein deutscher  Politiker und Lehrer.
Er war von 1919 bis 1933 Abgeordneter der Sächsischen Volkskammer und des Sächsischen Landtages für die Deutsche Demokratische Partei/Deutsche Staatspartei und mehrere Wahlperioden lang als Schriftführer Mitglied des Landtagsvorstands. 
Beruflich war Claus als Oberlehrer tätig. Er lebte in Leipzig und wurde auf dem Lindenauer Friedhof beerdigt.